# 圣若昂杜蒂格雷
圣若昂杜蒂格雷是巴西帕拉伊巴州的一个市镇。总面积816.111平方公里，总人口4729人，人口密度5.8人/平方公里。